# Pseudobarbus quathlambae
Pseudobarbus quathlambae är en fiskart som först beskrevs av Barnard, 1938.  Pseudobarbus quathlambae ingår i släktet Pseudobarbus och familjen karpfiskar. IUCN kategoriserar arten globalt som starkt hotad. Inga underarter finns listade i Catalogue of Life.